# Xã Sarcoxie, Quận Jasper, Missouri
Xã Sarcoxie (tiếng Anh: Sarcoxie Township) là một xã thuộc quận Jasper, tiểu bang Missouri, Hoa Kỳ. Năm 2010, dân số của xã này là 3.043 người.